# 芬赖
芬赖（荷蘭語：Venray）是荷蘭的一個市镇和城市，位於荷蘭東南部，在行政區劃上屬於林堡省。芬赖下轄有14個村莊，面積165平方公里，2016年7月有人口43,494人。

## 外部連結
- 维基共享资源上的相關多媒體資源：芬赖
- 官方网站